# Lingua albanese
La lingua albanese (nome nativo gjuha shqipe [ˈɟuha ˈʃcipɛ], storicamente gjuha arbëreshe, arbërishtja o arbërore) è la lingua ufficiale dell'Albania e appartiene al gruppo delle lingue indoeuropee.
La lingua albanese è composta da due varietà, il tosco (toskërishtja) e il ghego (gegnishtja), parlate rispettivamente nel sud e nel nord dell'Albania, le quali sono parte di un gruppo linguistico più esteso. Alcuni studiosi suggeriscono che sia l'unico sopravvissuto del gruppo illirico parlato un tempo nella penisola balcanica sud-occidentale, mentre altri suggeriscono che possa essere imparentato con l'antico tracio e daco, un tempo parlato in Mesia e in Dacia.
È una lingua parlata da circa 7,6 milioni di persone principalmente in Albania (3 002 859 nel 2012), Kosovo (1,7 milioni nel 2012), Macedonia del Nord (375.601 nel 2024), Montenegro (80 000 nel 2006), Serbia (63 000), Grecia (10 000 locutori toskë nel 2000-2002), e diffusa in storiche comunità etniche albanesi in diverse aree geografiche dei Balcani e d'Europa, come in Peloponneso (150 000 arvaniti, più 443 550 immigrati in Grecia), Turchia (15 000 nel 1980), Bulgaria (1000 nel 1963), così come dai gruppi della diaspora in Italia (260 000 arbëreshë nel 1976, cui vanno aggiunti i 482 627 immigrati dall'Albania).
In Italia è parlato storicamente dalle comunità albanesi arbëreshë, dove gode di uno status di co-ufficialità ed è tutelato in alcune regioni. Nel resto del mondo, in seguito alle migrazioni del XX secolo, i parlanti albanesi si possono trovare numerosi in Australia, Nuova Zelanda, Svizzera, Germania, Regno Unito, Paesi Bassi, Argentina, Brasile, Canada e Stati Uniti.

## Distribuzione geografica

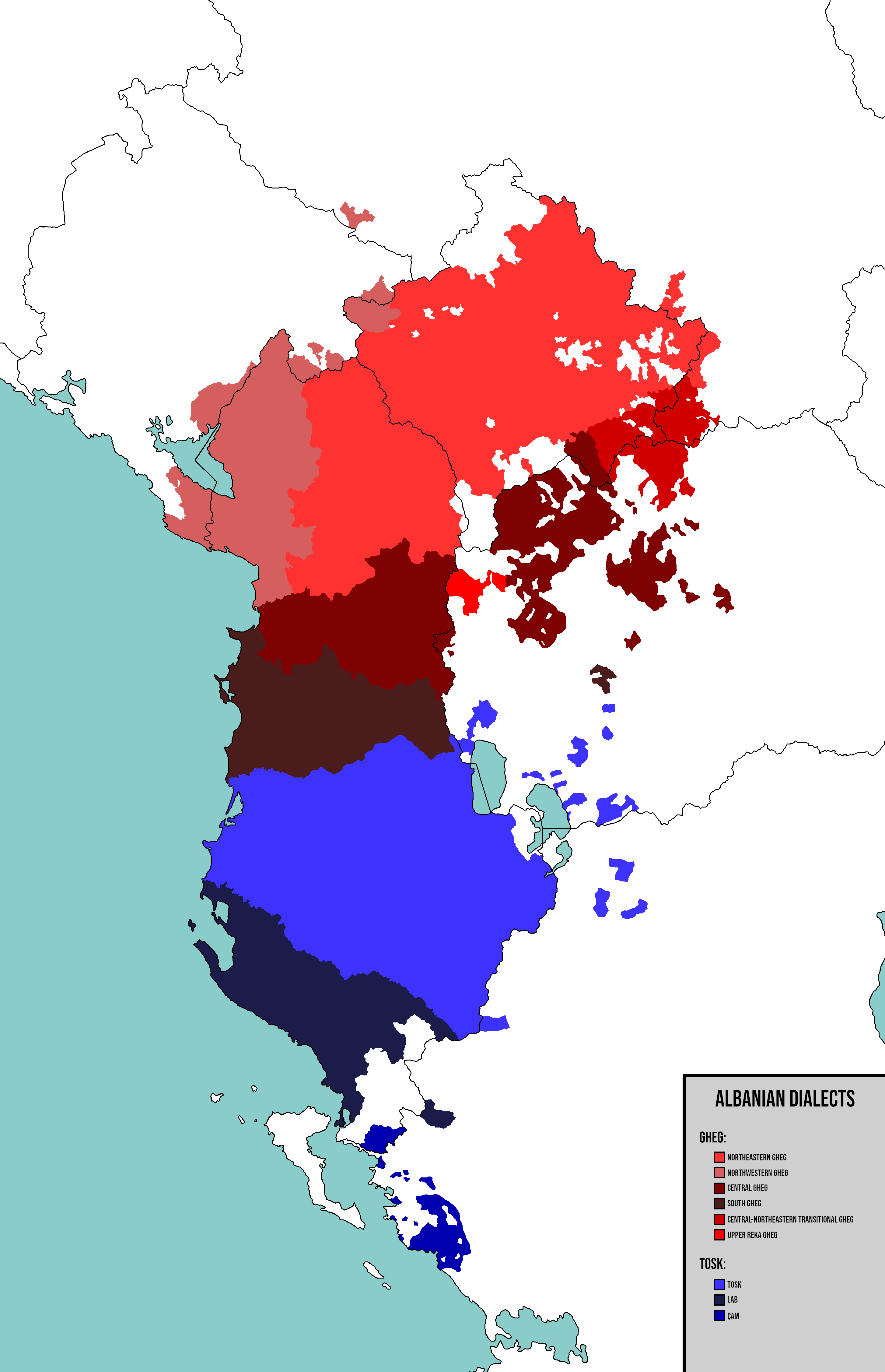
Distribuzione della lingua albanese nelle sue varianti in Albania, Kosovo, Macedonia del Nord, Serbia, Montenegro e Grecia settentrionale
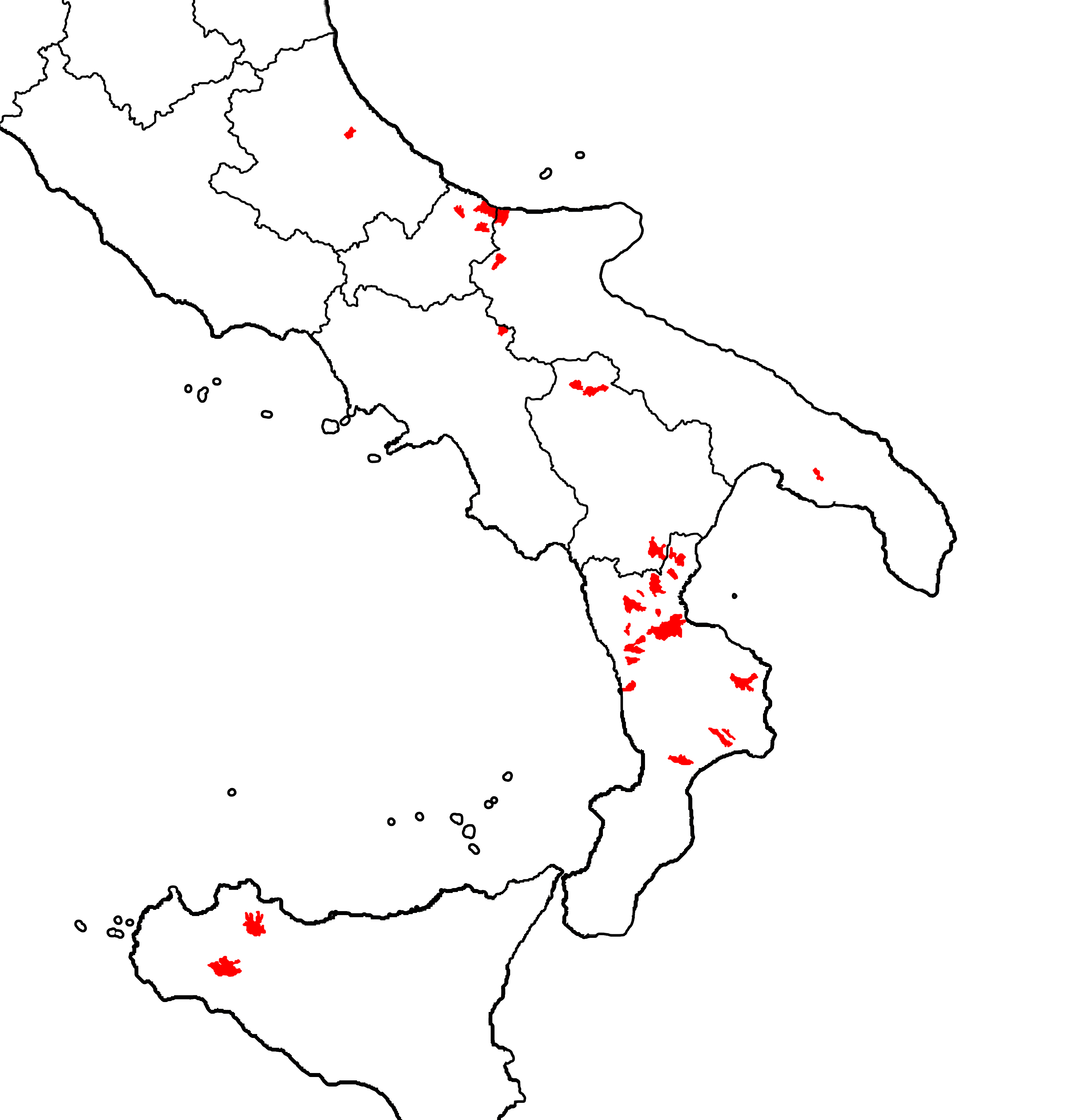
Distribuzione tradizionale della lingua arbëreshë
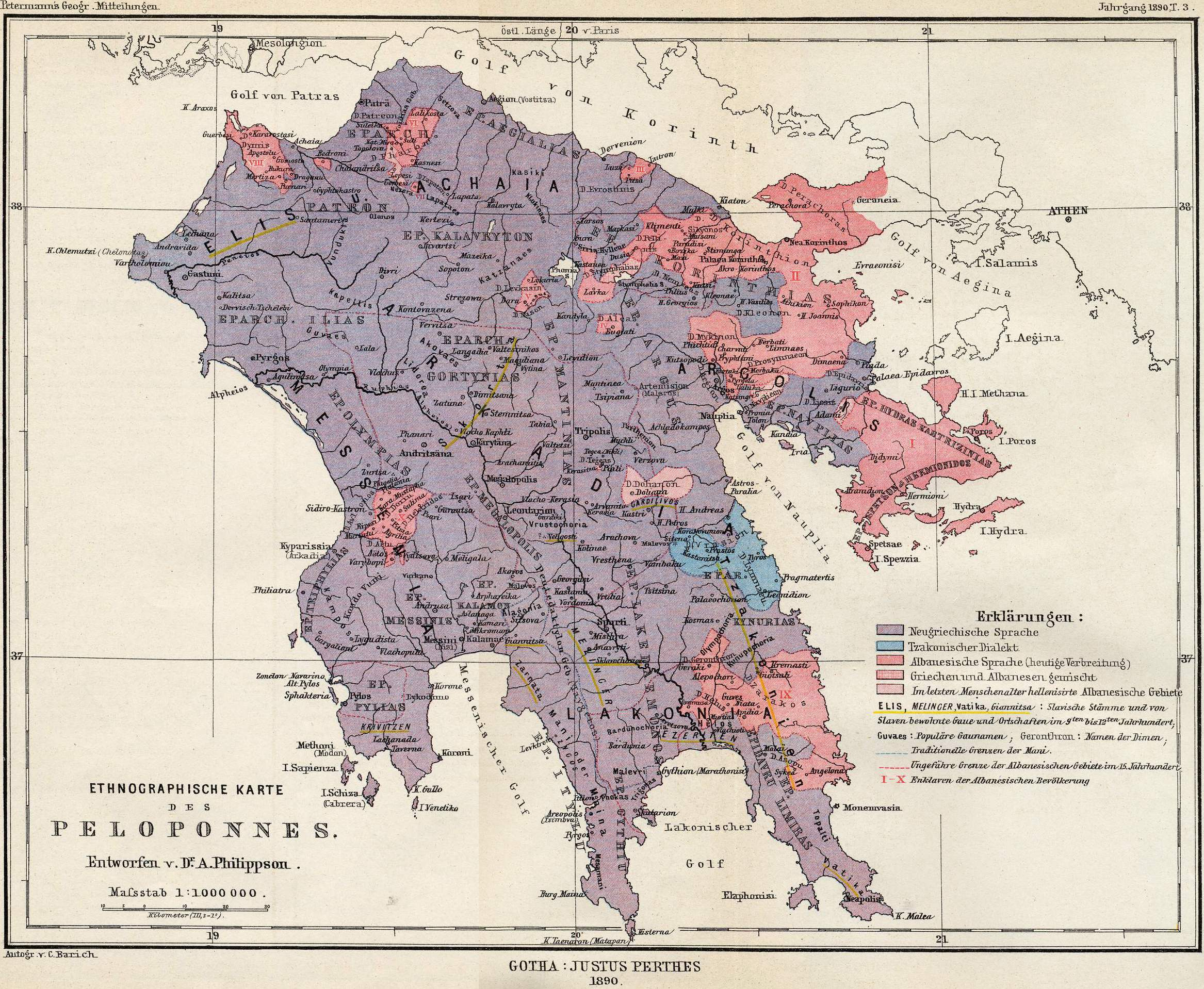
Distribuzione della lingua arvanitica nella Grecia meridionale, 1890

| Lingua ufficiale: 1. Albania 2. Kosovo 3. Macedonia del Nord (lingua co-ufficiale allo slavo-macedone) 4. Montenegro (lingua regionale co-ufficiale al serbo-croato e allo slavo-bosniaco) | Lingua regionale o di minoranza etnica e linguistica o altra lingua parlata: 1. Serbia (lingua regionale) 2. Italia (lingua locale, parlata dagli arbëreshë) 3. Croazia (lingua locale, parlata dagli arbanasi) 4. Romania (lingua locale) 5. Bulgaria (lingua locale) 6. Turchia (lingua non riconosciuta ufficialmente, parlata dagli albanesi/arnaut) 7. Grecia (lingua regionale non riconosciuta ufficialmente, parlata dagli arvaniti in varie zone e dagli albanesi dell'Epiro o della Ciamuria) |  |

L'albanese è anche parlato da numerosi emigranti e discendenti di emigranti che vivono in Europa (Austria, Francia, Gran Bretagna, Germania, Italia, Norvegia, Olanda, Belgio, Svezia, Svizzera, Ungheria), Americhe (Canada, Stati Uniti, Argentina, Brasile, Chile e Uruguay), Australia e Nuova Zelanda.

## Storia

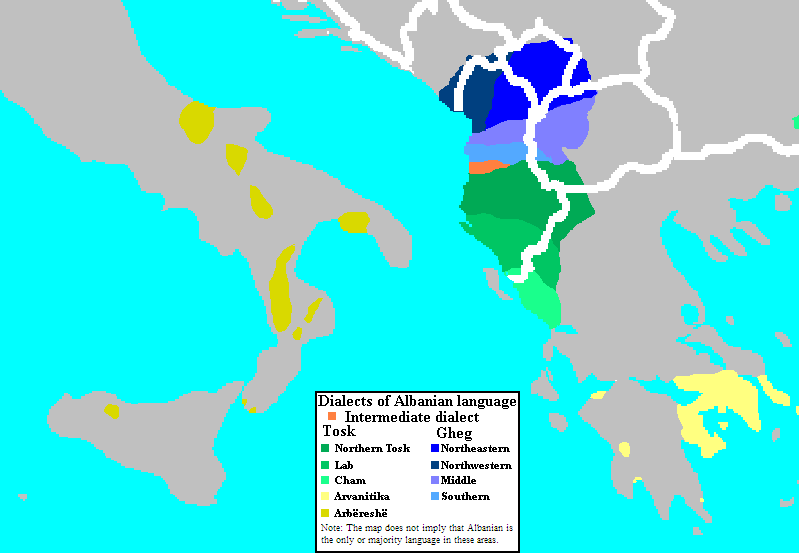
Diffusione della lingua albanese nel sud-est Europa (Balcani e Italia)

### Età contemporanea
La prima menzione scritta della lingua albanese avvenne il 14 luglio 1284 a Ragusa, quando un testimone del crimine testimoniò: «Udii una voce gridante sulla montagna in lingua albanese» (in latino: «Audivi unam vocem, clamantem in monte in lingua albanesca»). Il documento più antico scritto in albanese risale al 1462, mentre la prima registrazione audio in lingua fu fatta da Norbert Jokl il 4 aprile 1914 a Vienna. Durante i cinque secoli di presenza ottomana nell'odierna Albania la lingua non fu riconosciuta ufficialmente fino al 1909, quando il Congresso di Dibra decise che le scuole albanesi sarebbero state autorizzate.
Dalla fine della seconda guerra mondiale, dopo il 1949, è stato realizzato il tentativo per creare un'unica lingua standard, chiamata albanese standard o letteraria, basata su entrambe le varietà dell'albanese. L'albanese standard è l'ultimo stadio del processo evolutivo della lingua albanese, parlata soprattutto in Albania e Kosovo, preso convenzionalmente a modello - nella prima metà del XX secolo - dalla parlata del sud dell'Albania (in modo simbolico, si comincia a parlare localmente della lingua "shqipe" a partire dalla caduta dell'Albania nel XV secolo in mano ai turchi, ma realmente l'albanese dal e dopo il XVIII secolo ha cominciato a chiamarsi dagli albanese "shqipe", prendendo il posto della forma nativa arbëreshe. Per molto tempo la lingua è stata tramandata in special modo in forma orale).
Kostaq Cipo, massimo docente della lingua albanese ancora vivente in quel periodo, istruito in Italia alla scuola media degli arbëreshë e laureatosi in filologia all'Università "La Sapienza" di Roma, conoscitore di undici lingue straniere, venne incaricato con contratti stipulati dall'Istituto delle Scienze a condurre un'attività linguistica di primo piano preparando e pubblicando una fonetica (la prima in assoluto per la lingua albanese) proseguendo in seguito con una grammatica, considerata scientifica, e una sintassi premiata con la massima onorificenza, il Premio della Repubblica, e due anni dopo la sua morte, 1954, è stato pubblicato il Dizionario della lingua albanese con la collaborazione di alcuni dipendenti dell'Istituto: fu questo il primo dizionario nella storia della lingua albanese senza spiegazioni in altre lingue.
Solo nel 1965 tutti questi studi, che furono la base didattica per allievi e studenti albanesi, vennero ripubblicati nel Kosovo con il permesso delle autorità serbe che si erano sempre rifiutate di introdurre la lingua albanese tra la popolazione del Kosovo. A vent'anni dalla morte di Kostaq Cipo, il Partito Comunista al potere in Albania decise nel 1972 di organizzare un congresso di ortografia, al quale parteciparono come invitati anche i rappresentanti delle comunità albanesi d'Italia, che ha rifissato le norme universalmente accettate già fin dal 1949. Due libri furono allora pubblicati, Drejtshkrimi i gjuhës shqipe nel 1976, e Fjalori drejtshkrimor i gjuhës shqipe nel 1977, già universalmente noti per le regole ortografiche e le definizioni lessicografiche di dizionario.

### Letteratura
Il primo testo conosciuto scritto in albanese, Meshari o Messale, scoperto da Paolo Schirò nella Biblioteca Vaticana, venne scritto da Gjon Buzuku, un ecclesiastico cattolico, nel 1555. La prima scuola albanese che si crede sia stata aperta venne fondata dai Francescani nel 1638 a Pdhanë. Il primo testo della letteratura albanese in diaspora si ha con Luca Matranga (Lekë Matrënga), papàs di rito bizantino e scrittore arbëresh di Piana degli Albanesi in Sicilia, con E Mbësuame e Krështerë del 1592, prima creazione in lingua albanese toske, che diede ufficialmente inizio alla moderna letteratura arbëreshe-shqiptare.

## Classificazione
L'albanese appartiene alla famiglia linguistica indoeuropea, come provato nel 1854 dal filologo tedesco Franz Bopp, e forma un ramo indipendente delle lingue indoeuropee. Il linguista italiano Matteo Bartoli in forza della grande presenza di elementi e parole comuni al latino riteneva che la lingua albanese fosse una lingua in parte originariamente neolatina, per cui la classificò tra le "parzialmente" lingue romanze balcaniche. In realtà le teorie sulla filiazione della lingua albanese sono tre: una teoria afferma che l'albanese è l'unico sopravvissuto del gruppo illirico parlato un tempo nella penisola sud-orientale dell'Europa; un'altra teoria afferma invece che possa essere imparentato più con l'antico gruppo linguistico daco-trace, un tempo parlato in Mesia e in Dacia; un'altra teoria ancora preferisce fare dell'albanese un gruppo a sé nell'ambito delle lingue indoeuropee.
I sostenitori della filiazione dal gruppo daco-trace fanno notare come il lessico dei termini marittimi sia costituito da prestiti latini, greci, slavi e turchi; inoltre certi toponimi in territorio albanese non concordano con la fonetica albanese (il gruppo /sk-/ del nome antico di Scutari, Scodra, sarebbe dovuto diventare /h-/ anziché /ʃk/ come nell'attuale Shkodër), mentre altri toponimi dei territori interni dei Balcani (soprattutto in Mesia) si accordano con la fonetica albanese. Alcuni studiosi stimano che siano circa 160 le parole della scomparsa lingua daca che sono entrate come substrato nel lessico albanese (e circa 400 in quello del rumeno), come mal ("montagna"), o bredh ("abete") ma sono spesso riconducibili a scambi lessicali tra le lingue della lega linguistica balcanica. Questa tesi è tuttavia confutata dalla maggioranza degli autori.
I sostenitori della filiazione illirica, invece, affermano innanzitutto che l'albanese è parlato nella zona un tempo abitata dagli Illiri e, dato che non si trova traccia di un arrivo degli albanesi nelle zone attuali in nessuna fonte storica, bisogna concludere che gli albanesi abbiano sempre occupato, approssimativamente, la stessa area che occupano ancora oggi. Per la questione del lessico marittimo, affermano che gli albanesi antichi probabilmente erano insediati nell'Albania interna e che quando occuparono le città costiere di lingua greca o latina ne assorbirono il vocabolario. Va ricordato che, durante la storia, nella costa illirica prima e albanese poi, vi erano un gran numero di colonie greche, poi romane e quindi veneziane per finire con l'occupazione turca. Inoltre la mancanza di una monarchia vera e propria albanese, o comunque di un'organizzazione statale autonoma, spiega la mancanza di una flotta militare o commerciale. Questi elementi rendono plausibile la spiegazione dei prestiti proprio da quelle lingue/culture che hanno occupato il territorio dell'Albania odierna, diventando una conferma ulteriore della presenza ininterrotta della popolazione albanese nel territorio.
Sembra comunque che la tesi prevalente sia di considerare l'albanese come gruppo indoeuropeo separato, in mancanza di prove definitive. I due distinti dialetti parlati oggi, il tosco (toskë) e il ghego (gegë), sono parte di un gruppo linguistico più esteso. Le lingue albanesi parlate in alcune isole linguistiche in Italia meridionale e in Grecia derivano dal tosco e sembrano strettamente imparentate con il dialetto della Ciamuria (çamërisht), nell'estremo sud dell'Albania e nel nord ovest della Grecia. A causa della grande influenza del latino, dell'italiano e di alcuni elementi del greco con le quali sono entrate in contatto, si sono diversificate significativamente dall'albanese standard e sono considerate dai loro parlanti come lingue distinte. Nella lingua albanese sono presenti 5.926 lemmi derivati dalla lingua italiana a causa delle colonie italiane in Albania durante il Regno d'Italia.
- Sottogruppo ghego (gegë):
  - ghego (gegë)  [codice ISO 639-3 aln]
- Sottogruppo tosco (toskë):
  - tosco (toskë)  [als]
  - arbëreshë  [aae]
  - arvanitico  [aat]

## Albanologia
Norbert Jokl (1877-1942), considerato il padre dell'albanologia, definì l'albanese come "la fase odierna di una parlata illirica tracizzata". Alcuni studiosi eminenti nel campo della lingua albanese sono stati e sono: Johann Georg von Hahn, Franz Bopp, Gustav Meyer, Giuseppe Valentini, Henrik Barić (1888 - 1957), Stuart Edward Mann, Carlo Tagliavini, Waclaw Cimochowski, Demetrio Camarda, Eric Pratt Hamp, Girolamo de Rada, Eqrem Çabej, Emil Lafe, Giuseppe Zef Schirò, Bahri Beci, Xhevat Lloshi, Paolo Schirò, Kolec Topalli, Antonino Guzzetta, Matteo Mandalà, Papàs Francesco Solano, Francesco Altimari, Leonardo De Martino (cantore della letteratura scutarina).

### Studiosi e docenti
- Kostaq Cipo (1892-1952), insegnante della lingua e letteratura albanese presso le scuole medie d'Albania, in particolare al Liceo di Korriza. Appoggiò il Movimento di Liberazione Albanese, e, per il suo atteggiamento patriottico, è stato fra i primi albanesi ad essere arrestato dal fascismo e in seguito confinato per circa due anni in Italia. Dopo la guerra, fu per due volte eletto Deputato alla Assemblea Nazionale Albanese. Negli anni 1945 e 1946 ebbe l'incarico di Ministro dell'Istruzione Pubblica. Cipo pose tutte le sue capacità e la sua ricca esperienza al servizio delle profonde trasformazioni democratiche della scuola in Albania. Negli ultimi anni della sua vita si dedicò interamente all'Istruzione Universitaria, svolgendo un'intensa attività pedagogica e didattica all'Istituto di Scienze. Compose i testi della Fonetica e della Morfologia storica contemporanea che furono i primi tentativi in questi settori. Fu coautore e dirigente nella stesura del Dizionario della lingua albanese, pubblicato nel 1954. In seguito con A. Xhuvani e E. Cabej si impegnò nella stesura della prima guida per una scrittura standard dell'Albanese, dopo la guerra (1948-1950). Svolse profondi studi sulle composizioni nella linguistica contemporanea, così come sulle composizioni della lingua albanese antica di alcuni autori della letteratura arbëreshë. In più compose una grammatica dell'albanese su base scientifica.
- Lo studioso Shaban Demiraj (1920-2014), durante il centenario della nascita di Kostaq Cipo, nato nel 1892, e per il 40º anniversario della sua morte, avvenuta nel 1952, illustrò il personaggio del suo dotto predecessore. Il Demiraj nel 2003 ha pubblicato anche un libro sulla linguistica albanese dal titolo “Gjuha Jone” (La nostra lingua) dove esprime le sue idee su questo grande linguista.
- Eqrem Çabej. Nella storia della linguistica albanese Cabej, dipendente dell'Istituto di Scienze, avendo svolto durante gli studi universitari un'attività di traduttore presso l'albanologo austriaco Norbert Jokl, con articoli riguardanti le lingue balcaniche, si è distinto per alcuni sonetti. Robert Shwartz, ebreo dattilografo presso l'Istituto di Scienze, si è distinto come traduttore dalle lingue straniere in albanese, svolgendo un'importante attività di traduzione[29].

## Status ufficiale in Albania

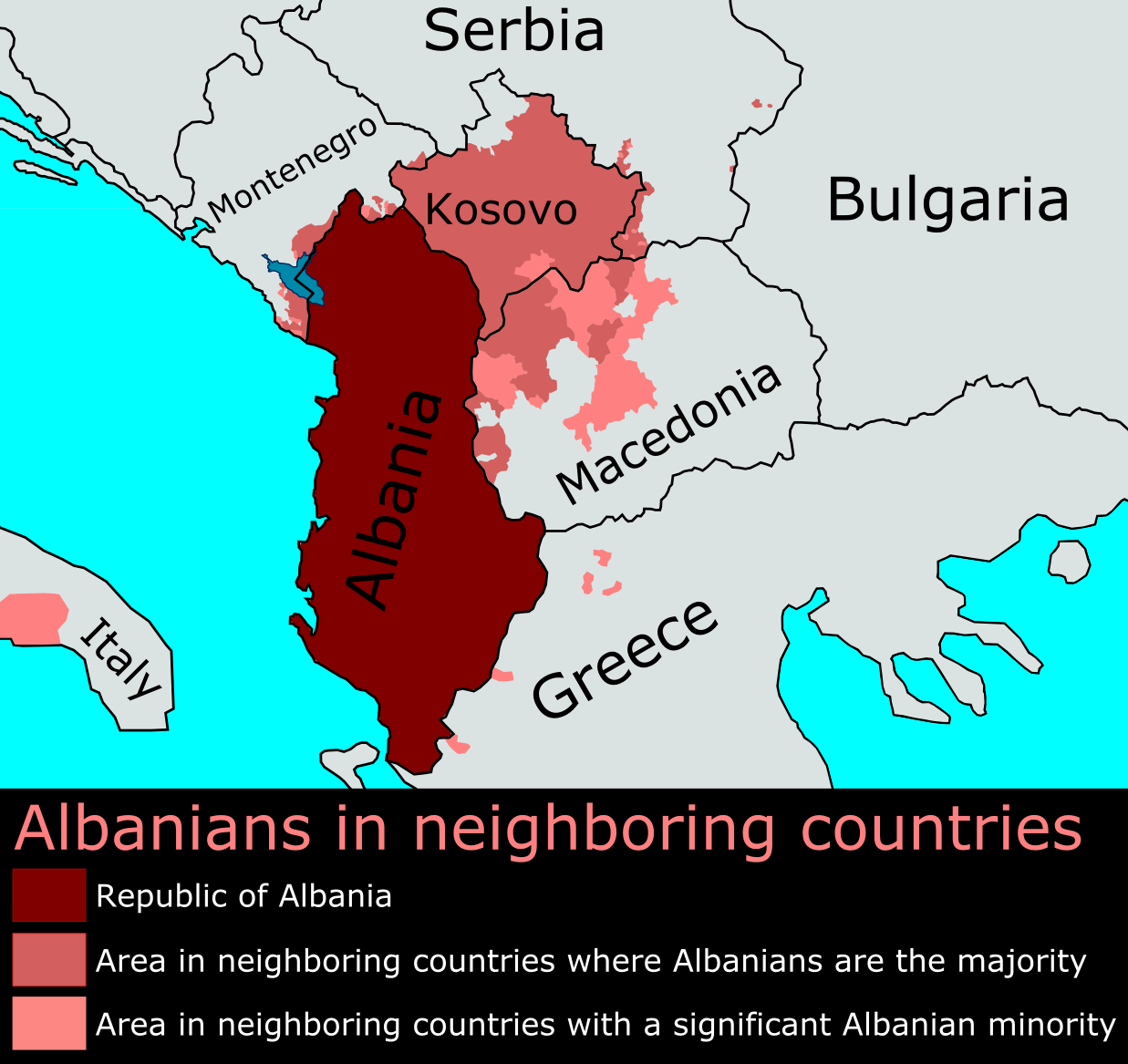
Distribuzione degli albanesi

L'albanese unificato è la lingua ufficiale dell'Albania e una delle lingue ufficiali del Kosovo e della Macedonia del Nord. Una forma di albanese considerata standard (comune) per gli albanesi d'Albania era già stata pensata fin dal 1949 con la pubblicazione della grammatica albanese di Kostaq Cipo e, a seguito degli ottimi risultati raggiunti, a vent'anni dalla sua morte, nel 1972 venne politicizzata e formalmente ufficializzata.

## Fonologia
L'albanese ha sette vocali: /i ɛ a ə ɔ y u/ e 29 fonemi consonantici.

### Vocali
| Fonemi | Grafema | Pronuncia              |
| /i/    | i       | Italiano cibo          |
| /ɛ/    | e       | Italiano gente         |
| /a/    | a       | Italiano la            |
| /ə/    | ë       | Francese de (scevà)    |
| /ɔ/    | o       | Italiano opera         |
| /y/    | y       | Francese u o tedesco ü |
| /u/    | u       | Italiano umore         |

### Consonanti
Segue una tabella dei fonemi consonantici albanesi. L'ortografia e la pronuncia compaiono dopo.
|               | Bilabiali | Labiodentali | Dentali | Alveolari | Postalveolari | Palatali | Velari | Glottali |
| ------------- | --------- | ------------ | ------- | --------- | ------------- | -------- | ------ | -------- |
| Occlusive     | p b       |              |         | t d       |               | c ɟ      | k g    |          |
| Affricate     |           |              |         | ts dz     | tʃ dʒ         |          |        |          |
| Fricative     |           | f v          | θ ð     | s z       | ʃ ʒ           |          |        | h        |
| Nasali        | m         |              |         | n         |               | ɲ        |        |          |
| Approssimanti |           |              |         | l l̴       |               | j        |        |          |
| Vibranti      |           |              |         | ɹ r       |               |          |        |          |

| Fonema | Grafema | Pronuncia                                       |
| /p/    | p       | italiano penna                                  |
| /b/    | b       | italiano balena                                 |
| /t/    | t       | italiano tanto                                  |
| /d/    | d       | italiano dente                                  |
| /c/    | q       | Polacco cześć (molto dolce)                     |
| /ɟ/    | gj      | italiano già ma simile al tedesco ich (g dolce) |
| /k/    | k       | italiano carro (c dura, k)                      |
| /ɡ/    | g       | italiano gonna                                  |
| /t͡s/   | c       | italiano pizza (z sorda)                        |
| /d͡z/   | x       | italiano zenzero (z sonora)                     |
| /t͡ʃ/   | ç       | italiano ciao (c dolce)                         |
| /d͡ʒ/   | xh      | italiano giorno (g dolce)                       |
| /θ/    | th      | inglese thin                                    |
| /ð/    | dh      | inglese this                                    |
| /f/    | f       | italiano forza                                  |
| /v/    | v       | italiano volere                                 |
| /s/    | s       | italiano sole (s sorda)                         |
| /z/    | z       | italiano rosa (s sonora)                        |
| /ʃ/    | sh      | italiano scialle                                |
| /ʒ/    | zh      | francese jour, Sardo Trexenta                   |
| /h/    | h       | inglese hat (h aspirata)                        |
| /m/    | m       | italiano mamma                                  |
| /n/    | n       | italiano nonno                                  |
| /ɲ/    | nj      | italiano gnomo                                  |
| /l/    | l       | italiano lino                                   |
| /j/    | j       | italiano ieri (i palatale)                      |
| /ɫ/    | ll      | inglese mill (l dura)                           |
| /r/    | rr      | italiano carro, (r polivibrante)                |
| /ɹ/    | r       | inglese rose (r )                               |

Note:
- Le occlusive palatali q e gj sono completamente assenti in italiano, quindi la guida alla pronuncia è approssimativa. Tra le lingue principali, occlusive palatali si possono trovare, per esempio, in ceco (rispettivamente ť e ď).
- Il suono ll è una laterale velare, simile alla "l dura" dell'inglese.

### Fonologia
Discussione di alcuni principali processi fonologici, come di importanti allofoni o di regole di assimilazione.

### Cambiamenti fonetici storici
Descrizione di importanti cambiamenti fonetici nella storia della lingua.

## Grammatica
La sintassi della frase è quella SVO (soggetto, verbo, oggetto), anche se, data la presenza dei casi, è molto frequente anche nella lingua parlata l'inversione dell'ordine delle parole, provocando così un lieve cambiamento nell'enfasi. L'albanese possiede un complesso sistema di declinazione e coniugazione con alcuni aspetti assai peculiari rispetto ad altre lingue indoeuropee (in particolare alle lingue baltiche), con casi distinti quando il sostantivo è determinato o indeterminato, avendo così 20 possibili forme. Esistono casi abbastanza frequenti di irregolarità sia nella coniugazione dei verbi che presentano un paradigma irregolare (per esempio rri - ndenjur o ha - ngrene).
La stesura di una completa grammatica scientifica della lingua albanese d'Albania è stata realizzata solo dopo la seconda guerra mondiale. L'attività è iniziata immediatamente in due direzioni principali: primo nel completamento dei fabbisogni delle scuole con nuovi libri didattici per l'insegnamento della lingua albanese per i due cicli della scuola, pubblicando nello stesso tempo anche i primi testi linguistici della scuola superiore (universitaria) e in seconda nell'organizzazione degli studi per le diverse categorie dei problemi linguistici. In questo periodo venne pubblicato per la prima volta una Fonetica e una completa grammatica della lingua albanese contemporanea di carattere scientifico da K. Cipo (Grammatica albanese, 1949 e Sintassi, 1951).

### Sostantivo
Si caratterizza per quattro elementi:
- numero - plurale, singolare.
- genere - maschile, femminile, neutro.
- caso - nominativo, genitivo, dativo, accusativo, ablativo.
- forma - determinata o indeterminata. Es: shok ‘amico’; shoku ‘l'amico’. Shok e shoku (prestato dal latino socius) sono rispettivamente il nominativo indeterminato e determinato singolare.

Dato che non esiste una forma distinta per genitivo e dativo, la funzione genitivale è indicata dall'uso dell'articolo prepositivo (vedi sezione seguente) che concorda in numero, genere, caso e forma col sostantivo di cui si sta specificando una proprietà. Esempio: një shok i Markut = "un amico di Marco"; me shokun e Markut = "con l'amico di Marco". Si è passati da i a e in quanto il sostantivo da specificare, shok, è nel primo caso al nominativo indeterminato e nel secondo all'accusativo, shokun, determinato.
|            | Singolare indefinito   | Plurale indefinito | Singolare definito | Plurale definito    |
| ---------- | ---------------------- | ------------------ | ------------------ | ------------------- |
| Nominativo | një mal ‘una montagna’ | male ‘montagne’    | mali ‘la montagna’ | malet ‘le montagne’ |
| Accusativo | një mal                | male               | malin              | malet               |
| Genitivo   | i/e/të/së një mali     | i/e/të/së maleve   | i/e/të/së malit    | i/e/të/së maleve    |
| Dativo     | një mali               | maleve             | malit              | maleve              |
| Ablativo   | (prej) një mali        | (prej) malesh      | (prej) malit       | (prej) maleve       |

### Articolo prepositivo
Non ha corrispondente in italiano. Si declina secondo numero genere caso e forma. Si usa nella formazione del genitivo e con gli aggettivi articolati e nella declinazione di alcuni pronomi.

### Articolo indeterminativo
Al singolare è një, al plurale disa, senza distinzione di genere. Ad esempio: një djalë: "un ragazzo", një vajzë: "una ragazza", disa djema: "alcuni ragazzi", disa vajza: "alcune ragazze" ecc.

### Aggettivo articolato
Così chiamato perché può essere utilizzato solo preceduto dall'articolo prepositivo. Es.: i bukur, "bello", e bukur, "bella". Di solito segue il sostantivo e in questo caso è l'articolo prepositivo che concorda in numero genere, caso e forma col sostantivo cui si riferisce l'aggettivo. Es. Shoku i dashur, "l'amico caro", shokut të dashur, "all'amico caro".
In alcuni casi oltre a cambiare l'articolo prepositivo nel passaggio da maschile a femminile o da plurale a singolare cambia anche la desinenza dell'aggettivo. Se per motivi stilistici si vuol far precedere l'articolo al sostantivo si declinano articolo e aggettivo mentre il sostantivo rimane invariato. Gli esempi precedenti si trasformerebbero rispettivamente in i dashuri shok, të dashurit shok. L'aggettivo in questo caso segue la declinazione normale del sostantivo.

### Aggettivo non articolato
Forma il femminile aggiungendo -e al maschile: shqiptar, "albanese" al maschile, shqiptare al femminile.

### Verbo
Si coniuga seguendo all'incirca lo stesso schema dell'italiano, cambiando cioè le desinenze in funzione delle persone, del numero, del tempo e del modo. Differentemente dall'italiano possiede (come il greco antico e moderno), oltre alla forma attiva, la forma medio-passiva. 
- laj ‘lavo’, forma attiva,
- lahem ‘mi lavo’, jam i larë ‘sono lavato’, forma medio passiva.

Dal contesto si deduce se attribuire il significato riflessivo o quello passivo. Oltre ai modi dell'italiano l'albanese possiede l'ottativo e l'ammirativo.
L'ottativo esprime desiderio, augurio del soggetto, positivo, Qofsh i gëzuar!, "possa essere (Qofsh) felice (i gëzuar)!", o negativo të marrtë dreqi! letteralmente "che il diavolo (dreq) ti porti (nel senso: con sé; proprio come in italiano), da intendere: "che tu sia maledetto".
L'ammirativo esprime ammirazione o sorpresa. Es. sa i mençur qenka ky djalë! "Quanto è (qenka) intelligente (i mençur) questo ragazzo!"; Pali i laka enët! "Paolo (Pali) che lava (laka) i piatti (enët)!", da intendersi che non deve essere frequente vedere Paolo lavare i piatti. L'ammirativo ha talvolta anche la funzione espressa in latino dal congiuntivo obliquo, o (più raramente) dal condizionale in italiano, ovvero quella di riportare il giudizio di qualcun altro esprimendo nel contempo neutralità o scetticismo: "Pali paska pasur të drejtë, me sa tha Gjoni." ("Paolo avrebbe avuto [sembra aver avuto] ragione, da quel che mi ha detto Giovanni").
Esistono tre coniugazioni, quelle dei verbi che alla prima persona dell'indicativo, che è la forma citazionale dei dizionari, terminano in j, (unë laj "io lavo"), quelle che terminano in vocale, (unë di "io so"),  e quelle che terminano in consonante, (unë pregatis, "io preparo"). Esistono molti verbi irregolari.
Gli ausiliari più usati sono kam ‘avere’ e jam ‘essere’, ambedue irregolari.

## Sistema di scrittura e alfabeto albanese
L'alfabeto albanese si basa oggi sull'alfabeto latino, con l'aggiunta delle lettere ë, ç e altri nove digrammi per completare alcuni suoni della pronuncia. Prima del 1908, anno in cui l'alfabeto latino fu introdotto ufficialmente in tutta Albania e in Kosovo, si utilizzavano sia l'alfabeto greco (nell'Albania meridionale) sia l'alfabeto cirillico (nell'Albania settentrionale e orientale) e la versione turco-ottomana dell'alfabeto arabo (in tutto il paese), data la mancanza di una norma stabilita.

### Esempi
Nota: Supporti audio in formato Ogg Vorbis.
| Albanese                   | Shqip                             | /ʃcip/               | ascolta ⓘ |
| Ciao                       | Përshëndetje o Tungjatjeta o Tung | /tun ɟat jɛ ta/      | ascolta ⓘ |
| Arrivederci                | Mirupafshim                       | /mi ru paf ʃim/      | ascolta ⓘ |
| Prego                      | Ju lutem Te Lutem                 | /ju lu tɛm/          | ascolta ⓘ |
| Grazie                     | Faleminderit Rrofsh               | /fa ɫɛ min dɛ rit/   | ascolta ⓘ |
| Quello                     | Atë                               | /a tə/               |           |
| Quanto costa?              | Sa kushton?                       | /sa əʃ tə/           |           |
| Sì                         | Po                                | /po/                 | ascolta ⓘ |
| No                         | Jo                                | /jo/                 | ascolta ⓘ |
| Scusa                      | Më fal                            | /mə fal/             |           |
| Non capisco                | Nuk kuptoj                        | /nuk kup toj/        | ascolta ⓘ |
| Dov'è il bagno?            | Ku është banjoja?                 | /ku əʃ tə ba ɲo ja/  |           |
| Panino imbottito           | Panine e mbushur                  | /pa ni ne e mbu ʃur/ |           |
| Parlate inglese?/italiano? | A flisni anglisht? / italisht?    | /flis ni an ɡliʃt/   | ascolta ⓘ |

### Numeri
I numeri si indicano nel modo seguente:
- një           (uno)
- dy            (due)
- tre/tri   (tre)
- katër         (quattro)
- pesë          (cinque)

- gjashtë       (sei)
- shtatë        (sette)
- tetë          (otto)
- nëntë         (nove)
- dhjetë        (dieci)

C'è un particolare per quanto riguarda i numeri 
- NjëZetë (Venti) dovrebbe dirsi DyDhjetë
- TriDhjetë (Trenta)
- DyZetë o Katërdhjetë (Quaranta)
- PesëDhjetë (Cinquanta)
- GjashtëDhjete (Sessanta)
- ShtatëDhjetë (Settanta)
- TetëDhjetë (Ottanta)
- NentëDhjetë (Novanta)
- Një-Qind (1+Cento)

La seconda pronuncia si usa di più in Albania del nord, Kosovo e Macedonia del Nord.

## Influenza delle lingue d'Italia sull'albanese
Nella lingua albanese standard sono presenti termini derivati dall'italiano o/e molti prestiti dal dialetto veneziano (più di 50) senza dimenticare però che i Veneti risultano nella lista delle tribù dell'antica illiria, alcuni lemmi risalenti anche al XII secolo. Molti di questi hanno a volte sostituito, nel parlato quotidiano, parole che esistono nell'albanese e trovano oggi spazio anche nei media albanesi, ma non sempre vengono accettate dagli accademici, scrittori e linguisti albanesi. Ecco alcuni esempi:
- gotë (bicchiere) dal veneziano goto (qelqë in albanese antico)
- karrige (sedia) dal veneziano caréga
- lahuta (liuto) dal veneziano laùt
- llamarin (latta, lamiera) dal veneziano lamarin
- dukát (ducato)
- fanéll(ë) (panno di flanella), dal veneziano fanél
- kuvertë (coperta),  dal veneziano coverta
- napë (stoffa, panno), dal veneziano napa, in albanese originale "copë"
- porteg (atrio, vestibolo), dal veneziano portego
- koka (testa) dal veneziano coá (kryet in albanese antico)
- brek (mutande) dal veneziano braghe (brek të linfa in arbëresh)
- tavolin (tavolino, tavolo), in albanese originale "tryez"
- porta (porta), in albanese originale "derë"
- pjatë (piatto), in albanese originale "tajurë"
- pantallona (pantaloni), in arbëresh semplicemente brek
- altár (altare)
- abát (abate)
- predik (predica)
- teatër (teatro)
- piano / pjanofórt (pianoforte)
- frazë (frase)
- medalje (medaglia)
- tabaqerë (tabaccheria), oggi non più in uso e sostituito dal termine tobaconist-së (dall'inglese tobacconist = tabaccaio)
- fashízëm (fascismo)
- regjím (regime)
- korporatíf (corporativo)
- karabiniér o karabiner (carabiniere)
- banqér (banchiere)
- automobil(ë) (automobile), oppure "makina" o "vetura"
- portofól (portafoglio)
- kabinë (cabina telefonica e della nave)
- faturë (fattura)
- fonderí (fonderia)
- frigorifer (frigorifero)
- infermiér (infermiere)
- garzë (garza)
- xhenio (genio [militare])
- xhelatinë (gelatina)
- fërnet (liquore amaro, termine originato dal Fernet Branca)
- mafióz (mafioso)
- vandal (vandalo)
- bankarotë (bancarotta)
- kapobandë (capobanda)
- trafikánt (trafficante)
- gomone (gommone)
- minuét (minuetto)
- kantautór (cantautore)
- investitór (investitore)
- filmik (filmico)
- epidemiologjí (epidemiologia)
- ndërkáq (calco dall'italiano, da ndër "fra" e káq "tanto" = frattanto)
- dygjuhësh (calco dall'italiano, da dy "due" e gjuhë "lingua" * bilingue)